# Kámfor

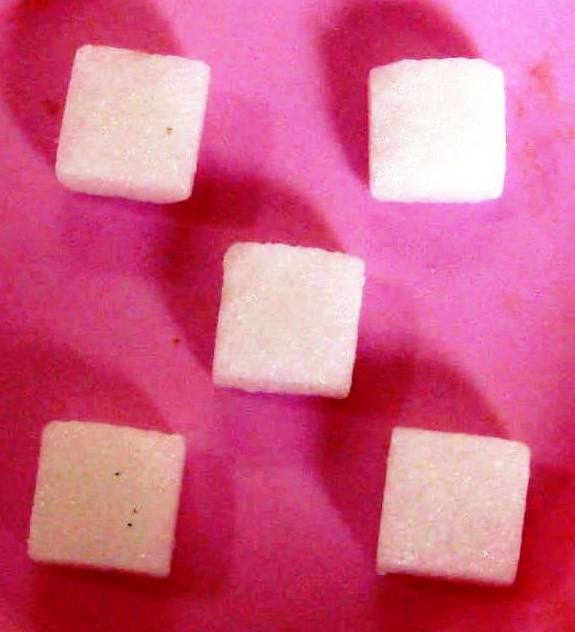
Kámforkockák

A kámfor (2-bornanon) fehér, áttetsző, viaszos, szilárd kristályos anyag, melynek erős, átható, aromás illata van. A kámforfa (Cinnamomum camphora) kérgében, valamint az afrikai bazsalikom, a fekete üröm és a rozmaring levelében is megtalálható. A legnagyobb mennyiségben celluloid gyártáshoz használják lágyítóként. Ezen kívül a gyógyászatban használják fel fertőtlenítőszerek gyártásánál és helyi keringésfokozóként reumás kenőcsökben. További alkalmazási terület: füst nélküli lőpor előállítása, molyirtó szerek. Orrdugulás kezelésére is alkalmazzák.
Már szobahőmérsékleten is jelentős mértékben szublimál, innen ered a mondás: „Eltűnt, mint a kámfor.”